# Algorytm rsync
Algorytm rsync – algorytm będący podstawą działania protokołu i narzędzia transferu plików rsync. Algorytm znajduje różnice między dwoma plikami umieszczonymi na dwóch różnych komputerach (czy bardziej ogólnie: urządzeniach) połączonych łączem o niskiej przepustowości; różnice dane są jako lista poleceń, które opisują w jaki sposób przekształcić jeden plik w drugi, bez konieczności transmisji wszystkich danych.
Założenia algorytmu są następujące: jeden plik jest w pełni dostępny na pierwszym komputerze (A), natomiast informacje o drugim pliku, znajdującym się na innym komputerze (B), są częściowe.
Pierwszy etap algorytmu wykonywany jest na komputerze B. Synchronizowany plik jest dzielony na bloki o rozmiarze kilkuset bajtów-kilku kilobajtów. Dla każdego z nich liczone są wartości dwóch funkcji mieszających – słabej 32-bitowej (ozn. {\displaystyle H}) oraz mocniejszej, wymagającej więcej obliczeń, 128-bitowej MD5 (w sumie 20 bajtów na blok). Te dane są transmitowane do komputera A.
Natomiast na komputerze A, w pliku wyszukiwane są wszystkie wystąpienia bloków, przy czym ich pozycje mogą być dowolne; jeśli plik ma rozmiar {\displaystyle n} bajtów, a blok {\displaystyle k} bajtów, to sprawdzane jest {\displaystyle n-k} bloków. Dla każdego rozpatrywanego bloku oblicza się wartość słabej 32-bitowej funkcji skrótu. Jeśli taki skrót został przesłany z komputera B, obliczany jest skrót MD5 i dopiero na jego podstawie określa się numer bloku.
Kluczowa dla wydajności wyszukiwania jest 32-bitowa funkcja mieszająca, o takiej własności, że znając {\displaystyle a_{1},} {\displaystyle H(a_{1},\dots ,a_{k})} i {\displaystyle a_{k+1},} można łatwo wyliczyć {\displaystyle H(a_{2},\dots ,a_{k+1}).} Oprócz tego funkcja używana w praktycznej implementacji powoduje relatywnie małą ilość kolizji.
Ostatecznie na podstawie pozycji bloków wysyłane są albo dane niewystępujące na komputerze B, albo numery znalezionych bloków, co pozwala na odtworzenie wszystkich informacji z komputera A.